# Коктобе (Жанакорганський район)
Коктобе́ (каз. Көктөбе) — село у складі Жанакорганського району Кизилординської області Казахстану. Адміністративний центр та єдиний населений пункт Коктобинського сільського округу.
Населення — 503 особи (2021; 586 у 2009, 529 у 1999, 603 у 1989).